# Broderick O'Farrell
Pour les articles homonymes, voir O'Farrell.
Broderick O'Farrell, né le 13 juillet 1882 dans l'Oregon et mort le 2 septembre 1955 en Californie est un acteur américain.

## Filmographie partielle
- 1936 : L'Extravagant Mr. Deeds (Mr. Deeds Goes to Town) de Frank Capra
- 1936 : Une fine mouche (Libeled Lady) de Jack Conway
- 1939 : Les Fantastiques Années 20 (The Roaring Twenties) de Raoul Walsh
- 1948 : La Grande Horloge (The Big Clock) de John Farrow